# Floyd Dixon
Jay Riggins, conocido como Floyd Dixon, (Marshall, 8 de enero de 1929 - Los Ángeles, 26 de julio de 2006) fue un cantante y pianista estadounidense de rhythm and blues.

## Carrera
Durante su juventud fue influenciado por el blues, gospel, jazz y la música country. Su familia se mudó de Marshall, su ciudad natal, a Los Ángeles en 1942. Allí Dixon se vería influenciado por Charles Brown.
Con el nombre artístico de "Mr. Magnificent", Señor Magnífico, firmó en 1949 un contrato de grabación con Modern Records, especializándose en jump blues y realizando canciones de contenido erótico como "Red Cherries", "Wine Wine Wine", "Too Much Jelly Roll" y "Baby Let's Go Down to The Woods". En 1950 su tema "Dallas blues" alcanzaría un notable éxito.
En la década de 1970 dejó la industria de la música para retirarse a una vida más tranquila en Texas, aunque realizaría viajes ocasionales durante el decenio de 1970 y 1980. En 1984 participó en la escritura del tema "Olympic Blues" para los Juegos Olímpicos de 1984.
En 1993 recibió una Pioneer Award de la Rhythm and Blues Foundation. En 1997, obtuvo un contrato con Alligator Records para publicar su aclamado álbum Wake Up And Live.
Murió en Los Ángeles en el 2006 a los 77 años por una insuficiencia renal. Fue enterrado en el cementerio Inglewood Park tras celebrarse un acto público en la Capilla Grace.